# Раден, Леонель Фёдорович
Барон Леонель (Леонид) Фёдорович фон Раден (нем. Carl Arthur Lionel Amadeus von Rahden; 1820—1878) — российский генерал-майор, командующий 13-й кавалерийской дивизией во время русско-турецкой войны 1877—1878 годов.

## Биография
Уроженец Курляндской губернии. Родился 29 июня (11 июля) 1820 года в имении Клейн-Дзелден в семье Пильтенского уездного предводителя дворянства. Брат Эстляндского вице-губернатора действительного статского советника Владимира Фёдоровича Радена (1826—1881).
Образование получил в артиллерийском училище, из которого не окончив курса выпущен в 1840 году унтер-офицером в Елисаветградский гусарский полк. 28 августа 1840 года произведён в корнеты.
Начавшаяся в 1849 году Венгерская кампания застала его в Елисаветградском же полку, который тогда был отправлен на театр военных действий в Венгрию, где Раден, командуя лейб-эскадроном полка, совершил ряд подвигов. В бою при Кашау 11 июня Раден зарубил начальника штаба венгерского отряда полковника Эрнфельдта и захватил его офицерский шарф, с тех пор хранившийся в полковом музее. В сражении при Самбоке 8 июля был контужен ядром в левую лопатку.
По окончании Венгерской кампании Раден в 1850 году был переведён в лейб-гвардии Конно-гренадерский полк, служа в котором он, в течение шести лет, достиг чина полковника (15 апреля 1856 года), с назначением в том же полку командиром дивизиона.
В 1858—1860 годах Раден служил на Кавказе и принимал участие в походах против горцев, за отличие был награждён орденом Св. Владимира 3-й степени.
В 1861 году состоялось его назначение командиром 13-го драгунского Военного Ордена полка, которым он командовал семь лет.
Произведённый 11 февраля 1868 года в генерал-майоры, Раден был назначен помощником начальника 7-й кавалерийской дивизии, а потом командиром 1-й бригады той же дивизии и наконец, с 1875 года командующим 13-й кавалерийской дивизии.
Во время русско-турецкой войны 1877—1878 годов Раден был начальником отряда войск, назначенных оперировать против Осман-Базара. С 15 ноября 1877 года он за болезнью был оставлен в тылу действующей армии, скоропостижно скончался в ночь с 15 на 16 января 1878 года в деревне под Тырново (по другим данным — 2 февраля).
Похоронен на Варшавском лютеранском кладбище.

## Семья
29 сентября 1855 года женился на Елене Волович, дочери камер-юнкера, детей не имел.

## Награды
- Орден Св. Владимира 4-й степени с бантом (4 июля 1849)
- Золотая сабля с надписью «За храбрость» (1849)
- Орден Св. Анны 2-й степени (31 августа 1849, императорская корона к ордену пожалована в 1852)
- Орден Св. Станислава 2-й степени с императорской короной (1856)
- Орден Св. Владимира 3-й степени (1858)
- Знак отличия беспорочной службы за XV лет (22 августа 1858)
- Орден Св. Станислава 1-й степени (1870)
- Орден Св. Анны 1-й степени (1874)
- нидерландский Военный орден Вильгельма 4-й степени (1849)
- Австрийский орден Леопольда рыцарской степени (1850)